# Signs (album)
Signs – siódmy solowy album studyjny Mieczysława Szcześniaka, wydany 11 listopada 2011 roku przez wydawnictwo muzyczne 4ever Music. Album zawiera 14 premierowych kompozycji wokalisty, a pierwszym singlem promującym płytę został tytułowy utwór „Signs”, do którego nakręcono teledysk w reżyserii Macieja Lisieckiego. Producentką płyty jest Wendy Waldman.
Na płycie znalazł się także singel „Rzeczy zmieniają się” wydany w styczniu 2010 roku. 
Album dotarł do 26. miejsca listy OLiS.

## Lista utworów
Opracowano na podstawie materiału źródłowego.
1. „You Can Hear”
2. „Build That Boat”
3. „Never Be The Same”
4. „Signs”
5. „Illusions”
6. „No Angel”
7. „Every Body and Soul”
8. „Long Way”
9. „Up Down”
10. „Save The Best For Last” (wraz z Basią)
11. „Rzeczy zmieniają się”
12. „Blessing”
13. „Peace Of Mind”
14. „Dreamer In You” (utwór dodatkowy)

## Twórcy
Opracowano na podstawie materiału źródłowego.
- Mietek Szcześniak, Basia Trzetrzelewska – śpiew
- Wendy Waldman – gitary, śpiew
- Mat Rollings – fortepian
- Paweł Zarecki – instr. klawiszowe, programowanie
- Piotr Kominek – programowanie
- Kenny Edwards, Jeff King, Brent Rowan, Abraham Parker – gitary
- Rob Hoffman – gitara barytonowa, dulcimer, sitar
- Cindy Billens – gitara i mandolina
- Marcin Pospieszalski, Deborah Holland – bas
- Aaron Sterling, Ted Atkatz – perkusja
- Scott Babcock – instr. perkusyjne
- HB Barnum and Life Choir, The Refugees – chóry